# میکائیل ماندرون
میکائیل ماندرون (انگلیسی: Mikael Mandron؛ زادهٔ ۱۱ اکتبر ۱۹۹۴) بازیکن فوتبال اهل فرانسه است.
از باشگاه‌هایی که در آن بازی کرده‌است می‌توان به باشگاه فوتبال ویگان اتلتیک، باشگاه فوتبال ساندرلند، باشگاه فوتبال شروزبری تاون، باشگاه فوتبال فلیتوود، و باشگاه فوتبال هارتل پول یونایتد اشاره کرد.